# Новь (микрорайон)
Микрорайон Новь (Микрорайон на Оборонной) — многоэтажный жилой микрорайон на севере города Дмитрова Московской области. Бывшая Берёзовская слобода города Дмитрова.
На юге граничит с микрорайоном Аверьянова, на севере с микрорайоном Махалина. С запада микрорайон ограничен каналом имени Москвы. 
Восточнее по Пушкинской улице — микрорайон Орехово (Дмитровский экскаваторный завод и жилой сектор).

## История

### Берёзовская слобода

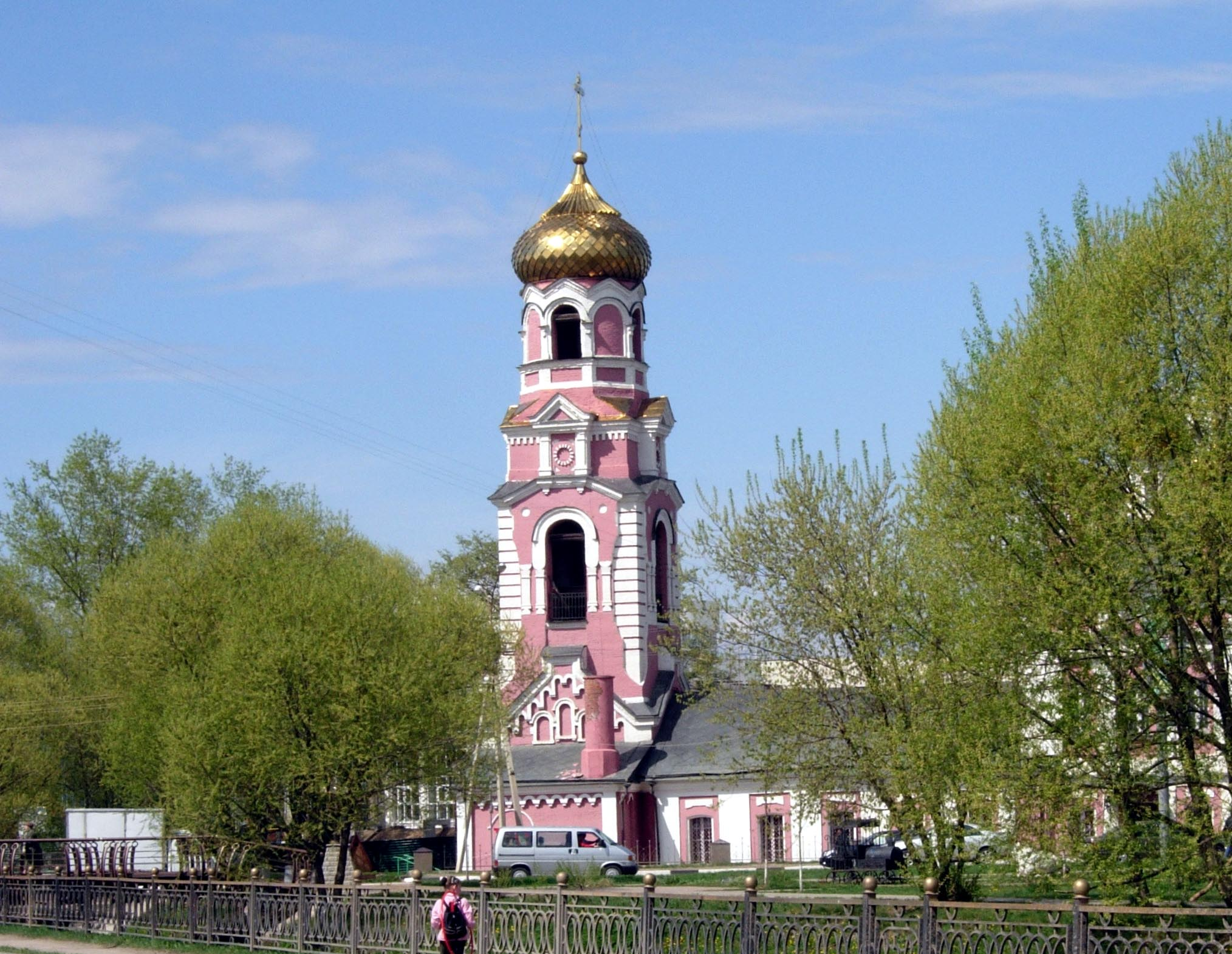
Сретенская церковь на речке Березовец

Берёзовская слобода, заселённая ремесленным людом, сложилась возле Дмитрова в XV—XVI веках. Получила название по речке Березовец.
Была самой большой среди дмитровских слобод, из города в слободу вела Берёзовская дорога (сейчас участок Профессиональной улицы). Располагалась вдоль Березовца по обеим сторонам.
Центром слободы являлась Сретенская церковь, которая была приходской. Изначально деревянная церковь Сретения Господня, располагалась выше по течению, на продолжении современной Кропоткинской (Дворянской) улицы.

### Уездный период

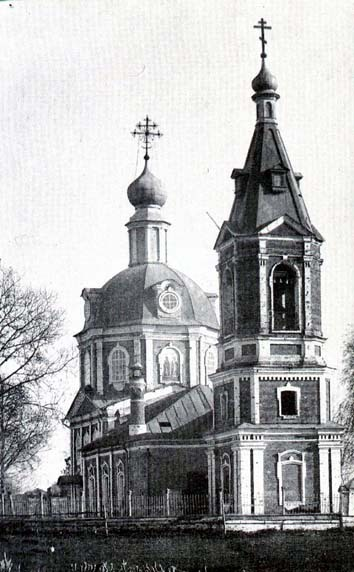
Никитская (Преображенская) церковь в Дмитрове

В уездный период города бывшая слобода представляла собой окраину города. Прилегающая заболоченная территория использовалась обывателями под огородничество. В XVIII—XIX веках огородничество для части жителей Дмитрова указывалось как средство заработка. Основными культурами, идущими на продажу в Москву, были чеснок и лук. Также для местного торга: капуста, огурцы, яблоки и частично мята. Дмитровское купечество торговало хлебом (зерном).
В 1624 году в Берёзовской слободе по Сотной выписи числилось 32 жилых и 20 пустых дворов, люди которых погибли в Литовское разорение.
В 1677 году по переписной книге Дмитрия Кутузова и подьячего Фёдора Леонтьева в слободе было 45 дворов и проживало 156 человек.
На 1715 год в Берёзовской слободе числилось 63 двора, 410 человек. Другие слободы Дмитрова: Конюшенная, Спасская, Пятницкая, Никитская, Васильевская, Ильинская и Монастырская.
До секуляризационной реформы 1764 года рядом по течению Яхромы (между устьями Березовца и Матусовки) располагалась торговая монастырская слобода Медведевой пустыни.
В 1901 году строительство Савёловской железной дороги, которая прошла через старинные кварталы города.

### Строительство канала имени Москвы

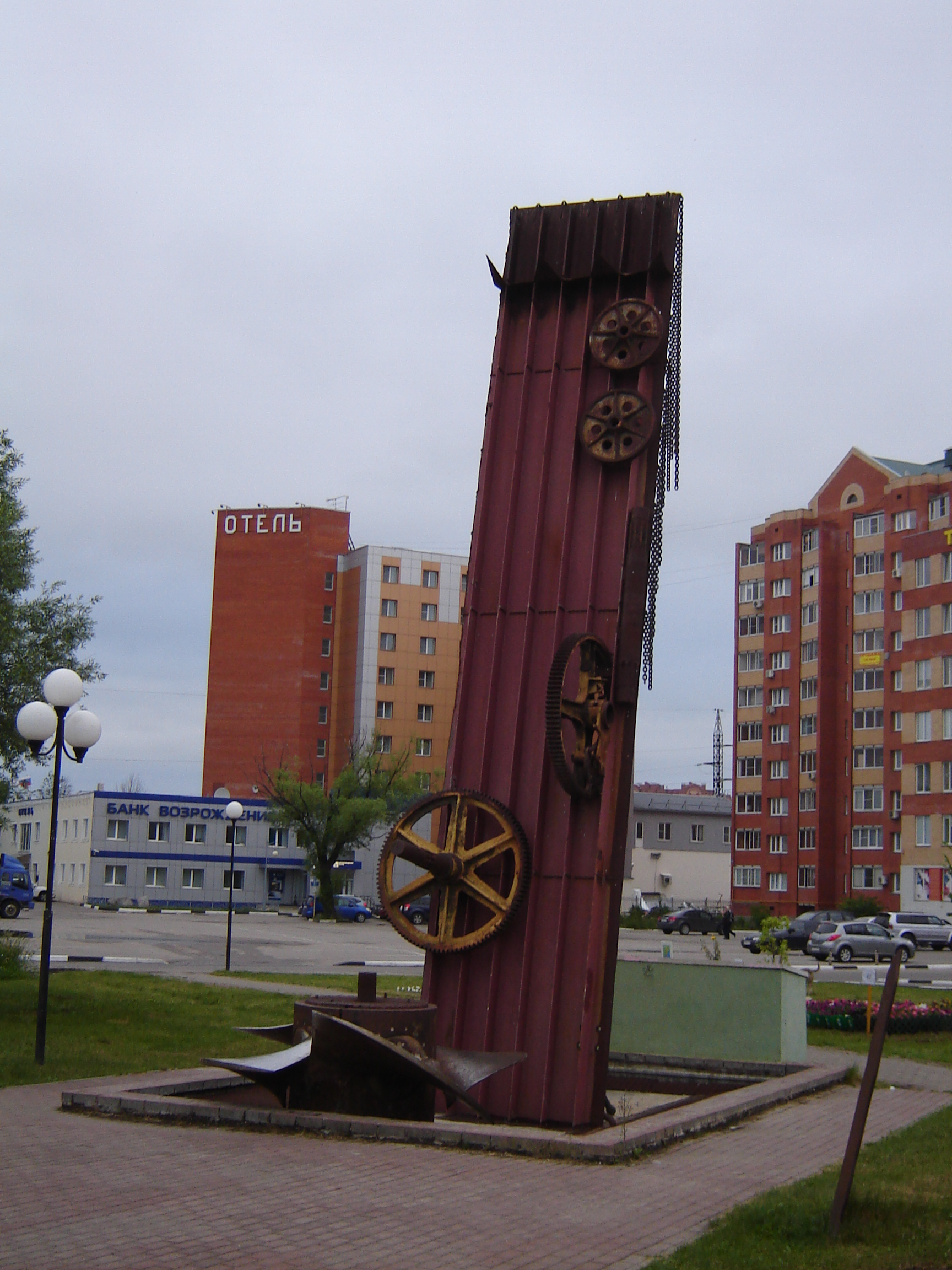
Стела-фонтан, посвящённая индустриализации района, в связи со строительством канала им. Москвы

После 1920-х годов улицы города переименовываются. Так новые названия получают: 1-я Огородная и 2-я Огородная улицы. В дальнейшем соседний с юга микрорайон получает название в честь Героя Советского Союза Константина Аверьянова.
Для строительства канала имени Москвы формируется Дмитлаг. При строительстве новое русло реки Яхромы прокладывают западнее канала, остаётся протока Старая Яхрома. Дома, находящиеся на трассе канала, переносятся с образованием Горьковского посёлка. Сносится Никитская (Преображенская) церковь на Никитской (Луговой) улице.
Северная часть будущего микрорайона, как территория за Дмитровом, с 1932 по 1940 год входила в территорию Дмитлага и ИТЛ Дмитровского механического завода, располагающихся вдоль канала.
В 1961 году преобразование артели по выпуску галантерейных изделий в галантерейную фабрику. При этом имущество (паи) участников артели  было забрано государством.
В 2009 году — перестройка территории бывшей фабрики в ТЦ «Дмитровский». Сохранился стенд по истории галантерейной фабрики.
Улица, пролегающая вдоль речки Березовец, носившая ранее название Березовец, получает название Оборонная. По располагающемуся на ней Районному Военному комиссариату.

### Микрорайон Новь

Западная часть микрорайона

В начале 1990-х годов начинается застройка территории севернее Березовца многоэтажками. Право на застройку получает фирма А. Б. Хазова. Строительство продолжается в 2000-е годы.
Идёт снос оставшихся частных домов по улице Оборонной. Частные дома остаются только за Савёловской железной дорогой на Оборонной и Луговой улицах.
Первыми многоквартирными панельными 10-тиэтажными домами из остатков Дмитровского домостроительного комбината ставятся дома № 1 и № 4. Остальные дома строятся из кирпича. Рядом возводится гостиница «Кристалл».
Микрорайон получает название «Новь», как первый (новый) после советского времени. Формируется ТСЖ «Новь» для обслуживания жилого фонда.
Одним из символов нового микрорайона и города стала стела-фонтан, посвящённая строительству канала имени Москвы в 1932—1937 годах. Тогда город обрёл свой индустриальный вид и сильно вырос.
Одновременно с жилым фондом в западной части (за Профессиональной улицей) возводятся впервые для города: Ледовый дворец, современный плавательный бассейн «Дельфин», Экстрим-парк. В дальнейшем спортивный комплекс расширяется добавлением ещё ледовой хоккейной площадки и центром фигурного катания и кёрлинга. Строится Дом детского творчества «Радуга». В честь дмитровчанки, олимпийской чемпионки Алины Макаренко создаётся сквер.

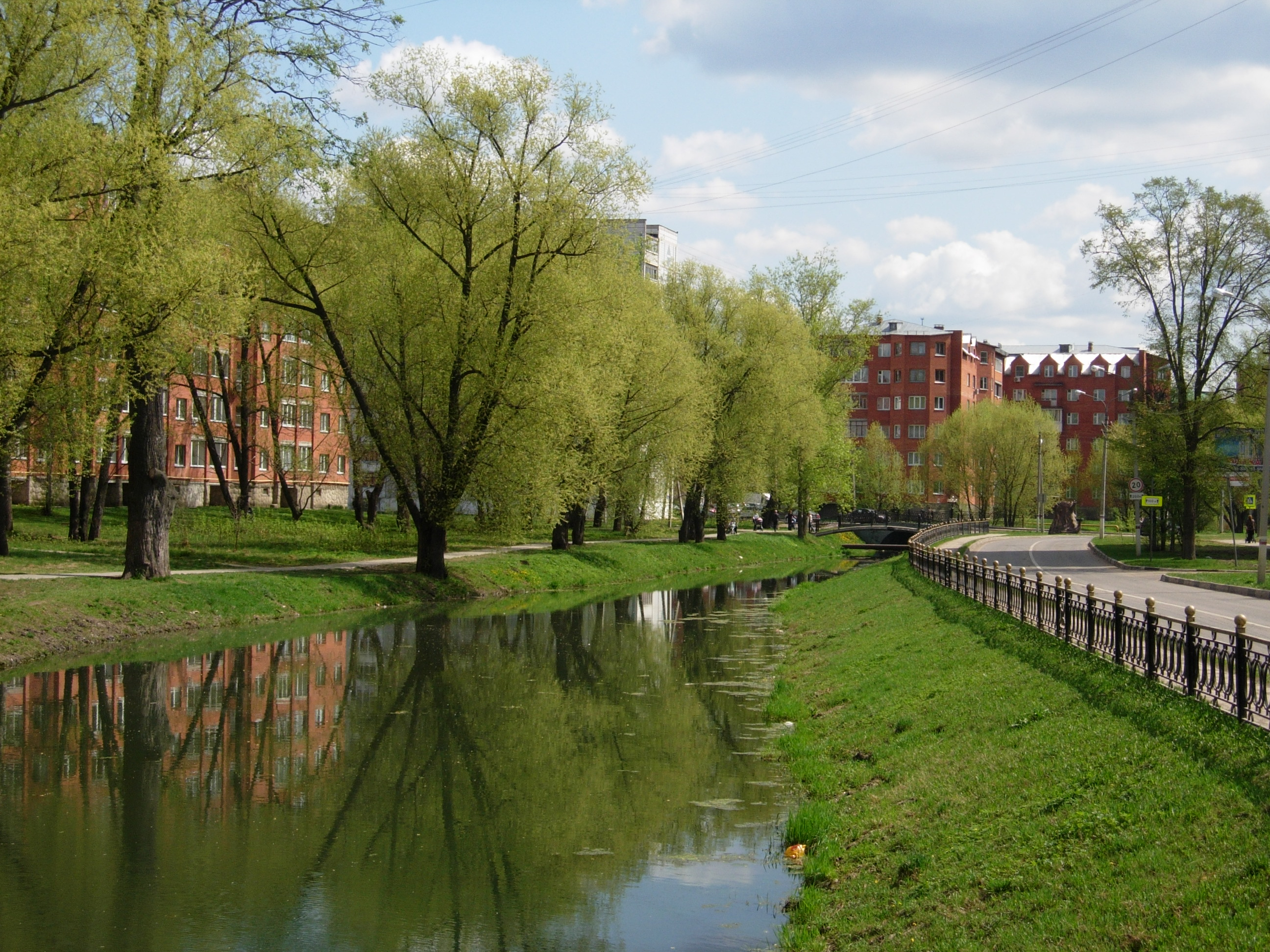
Набережная речки Березовец

В 2004 году произведено благоустройство набережной речки Березовец, также построено 4 пешеходных моста. Проведены работы по очистке реки и берегоукреплению на участке между ул. Пушкинской и Профессиональной. Также сооружён каскад небольших плотин, сформировавших полноводные участки с медленным течением.

## Инфраструктура

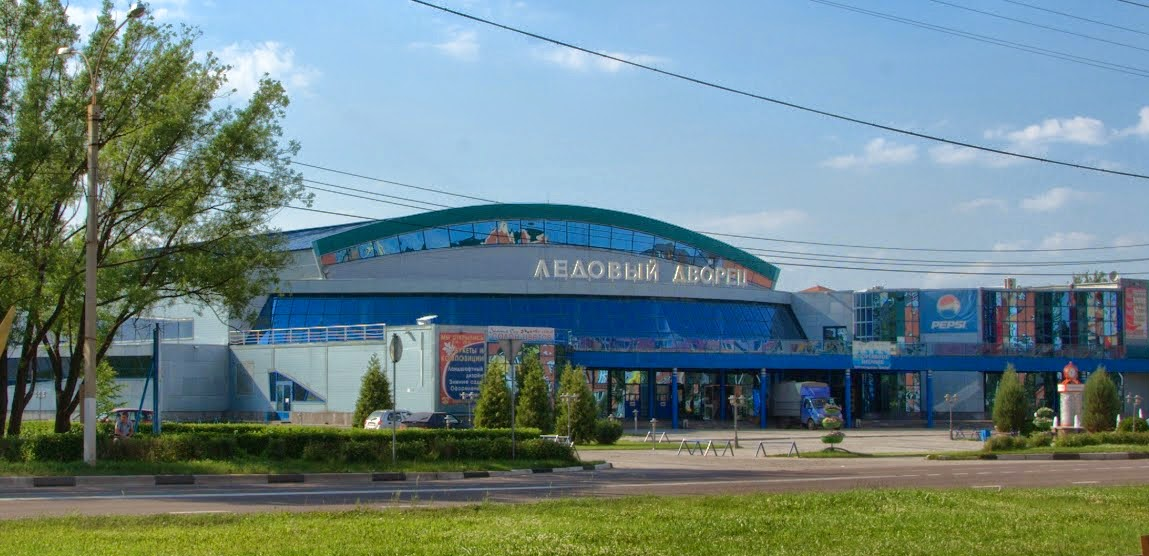
Ледовой дворец Дмитрова

Спортивный комплекс, в который на 2020 год входят:
- Ледовый дворец: основная ледовая арена (2500 чел), тренировочная ледовая арена (100 чел.).
- Центр фигурного катания и кёрлинга: тренировочная площадка для фигурного катания, тренировочная площадка для кёрлинга.
- Бассейн «Дельфин» (8 дорожек на 50 метров).
- Парк «Экстрим»: площадка для скалолазания, площадка для передвижения на высоте, актовый зал.

Дом детского творчества «Радуга» и сквер имени Алины Макаренко.
Имеются две гостиницы: «Кристалл» и «Princess Frog».

## Улицы микрорайона
- Оборонная
- Профессиональная (частично)
- Пушкинская (частично)